# Enstatita

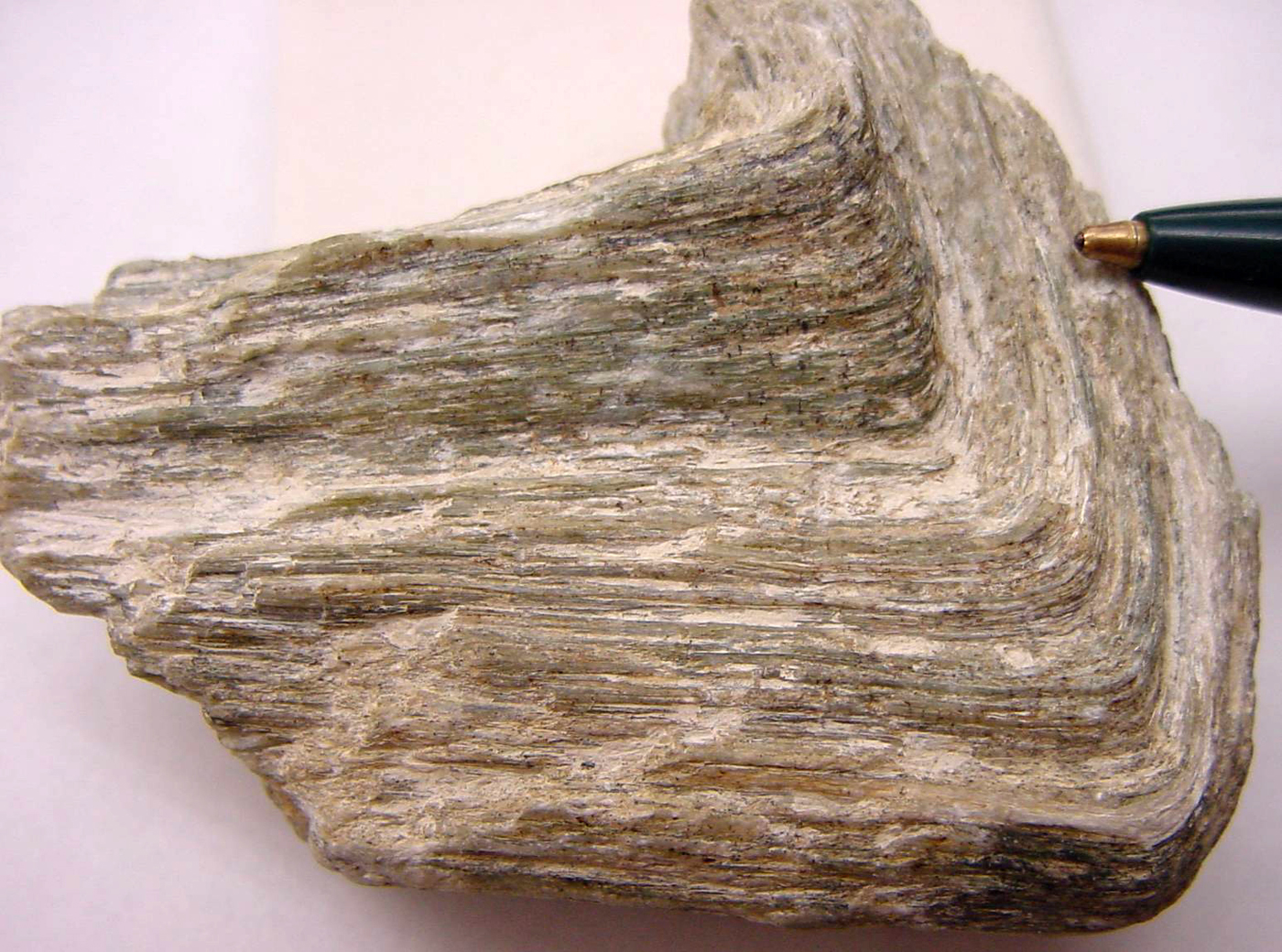

Enstatita (vem do grego entates, resistente) uma referência à sua propriedade de resistir a altíssimas temperaturas.  Com fórmula química (Mg,Fe)2Si2O6, é um mineral composto de Dióxido de Silício (SiO2) e Óxido de Magnésio (MgO), que pertence ao grupo cristalino ortorrômbico que são um sistema caracterizado por três eixos cristalográficos com diferentes comprimentos e perpendiculares, ou seja, um prisma reto de base losângica. Sua dureza é de aproximadamente 5,5. E sua densidade é de 3,26 a 3,28.

## Características
Uma vez que as rochas são constituídas por minerais associados, não seria possível identificá-las se não soubéssemos reconhecer os minerais que as formam. Nos laboratórios de mineralogia, a análise química e a utilização dos raios x ou ultravioleta permitem realizar estudos muito avançados. Mas isso são técnicas que pertencem a especialistas. A maneira como os minerais se fraturam serve também para identificá-los. Assim como a enstatita, que é uma pedra que pode ser encontrada nas cores acinzentada, amarelada ou branco-esverdeada, porém a cor é uma indicação pouco segura, porque é muitas vezes devida a impurezas. Então, devemos identificar essa pedra pela cor e pelo formato.
Os minerais cristalizados apresentam-se sob a forma de cristais de tamanho variável, mas de estrutura idêntica para cada mineral. Esta particularidade serve para os identificar. 

## Usos
A enstatita é muito cobiçada por colecionadores. Também variedades magnesianas podem ser utilizadas na indústria de refratários (produção de materiais, geralmente de cerâmica). A enstatita não pode ser usada para confecção de joias, pois elas quebram facilmente. No meio científico, a enstatita permite conservar o ferro no organismo e para equilibrar o teor alcalino e ácido no corpo.

### Usos Espirituais
A enstatita é considerada a pedra do cavalheirismo, ao melhorar o estado emocional necessário para um bom relacionamento com os outros; deve ser usada por aqueles que querem chegar a um elevado espírito de altruísmo no qual conseguem desejar o melhor para seus próprios inimigos; ajuda a conseguir atingir uma força de vontade ou determinação nas decisões que sejam muito fortes; ajuda nos mais variados aspectos de trabalho em equipe; a pedra procedente de meteoritos estabelece uma conexão com energias de inteligência; e por último, a enstatita encontrada nas minas de Diamante estimula atitudes de conquista.  

## Origem
A enstatita formou-se em rochas vulcânicas ou plutônicas e em rochas metamórficas de alta temperatura. Pode ser encontrada também em meteoritos. Encontramos quantidade maior da pedra em rochas de países como Noruega, Alemanha, África Austral, Japão, Estados Unidos, Suíça, Irlanda e Groenlândia. 